# Edith Lersow
Edith Lersow (* 10. Oktober 1938 in Berlin; † 24. März 2012) war eine deutsche Tischtennisspielerin. Bei der Europameisterschaft 1962 erreichte sie das Viertelfinale.  Sie war auch internationale Schiedsrichterin im Tischtennis.

## Tischtennisspielerin
Edith Lersow begann 1955 mit dem Tischtennissport. Sie schloss sich dem Verein BSV 1892 Berlin an. Da sich 1959 die Damenmannschaft auflöste, wechselte sie zum BTTC Grün-Weiß Berlin. Als das Team 1966 aus der Oberliga abstieg, kehrte Edith Lersow zum BSV zurück. Mehrfach wurde sie Berliner Meisterin im Einzel, Doppel und Mixed, erstmals 1962 im Einzel. 1963/64 belegte sie Platz 1 in der Berliner Rangliste. Bei den norddeutschen Meisterschaften errang sie dreimal den Titel im Doppel: 1960/61 mit Anita Haacke, 1961/62 mit Ursel Matthias und 1963/64 mit Oda Baucke. 1975 wurde sie geehrt, weil sie bis dahin seit 1960 bei allen norddeutschen Meisterschaften vertreten war.
Ihre größten Erfolge als Aktive erzielte Edith Lersow in Doppelwettbewerben. So gewann sie 1965 zusammen mit Jutta Krüger die deutsche Meisterschaft. 1960 war sie bereits mit Anita Haacke (Brauns) deutsche Vizemeisterin geworden. Mit Ursel Matthias belegte sie 1962 Platz 3. Ihre beste Platzierung im Einzel war 1961 Platz 3.
Bei der Europameisterschaft 1962 kam sie mit der Engländerin Margaret (Peggy) Piper im Doppel bis ins Viertelfinale. Im Einzel überstand sie die erste Runde.
In späteren Jahren spielte sie erfolgreich bei Seniorenmeisterschaften mit. So holte sie bei den deutschen Meisterschaften 1980 den Titel im Doppel (mit Anita Brauns) und 1981 im Einzel.
Wegen ihrer Erfolge wurde Edith Lersow 1976 vom Berliner Tischtennisverband die Silberne Ehrennadel überreicht.

## Schiedsrichterin
Nach dem Ende ihrer Laufbahn als Leistungssportlerin wurde Edith Lersow Schiedsrichterin. Seit 1989 war sie Mitglied im Berliner Schiedsrichterausschuss. Sie qualifizierte sich zur Internationalen Schiedsrichterin und wurde regelmäßig in Begegnungen der 1. Damenbundesliga sowie der 2. Herrenbundesliga eingesetzt. Dazu kommen Berufungen zu mehreren Länderspielen der Damen, fünf German Open, zwei Weltmeisterschaften, einer Europameisterschaft und mehreren Veranstaltungen im Ausland.
Am 24. März 2012 verstarb Edith Lersow, sie wurde auf dem Friedhof Schmargendorf beigesetzt.

## Turnierergebnisse
| Verband | Veranstaltung       | Jahr | Ort    | Land | Einzel | Doppel        | Mixed | Team |
| ------- | ------------------- | ---- | ------ | ---- | ------ | ------------- | ----- | ---- |
| FRG     | Europameisterschaft | 1962 | Berlin | FRG  |        | Viertelfinale |       |      |